# Lipovljani
Lipovljani  è un comune della Croazia di 4 101 abitanti della regione di Sisak e della Moslavina.